# Hans Gude

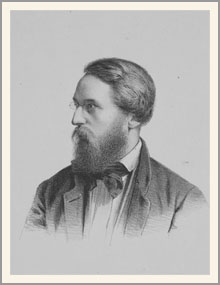
Hans Gude.

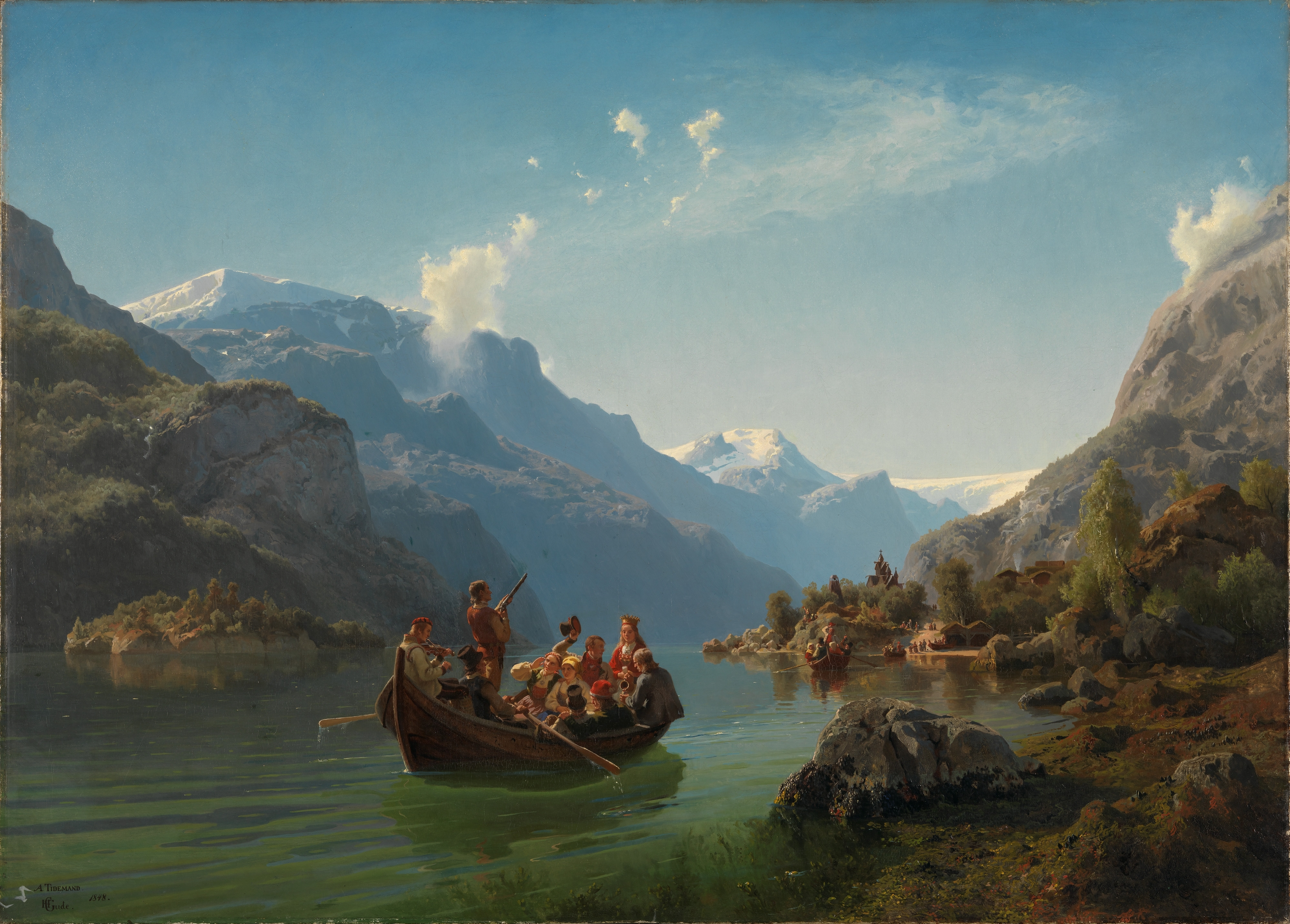
Procesión nupcial en Hardanger (1848). Nasjonalgalleriet (Oslo).

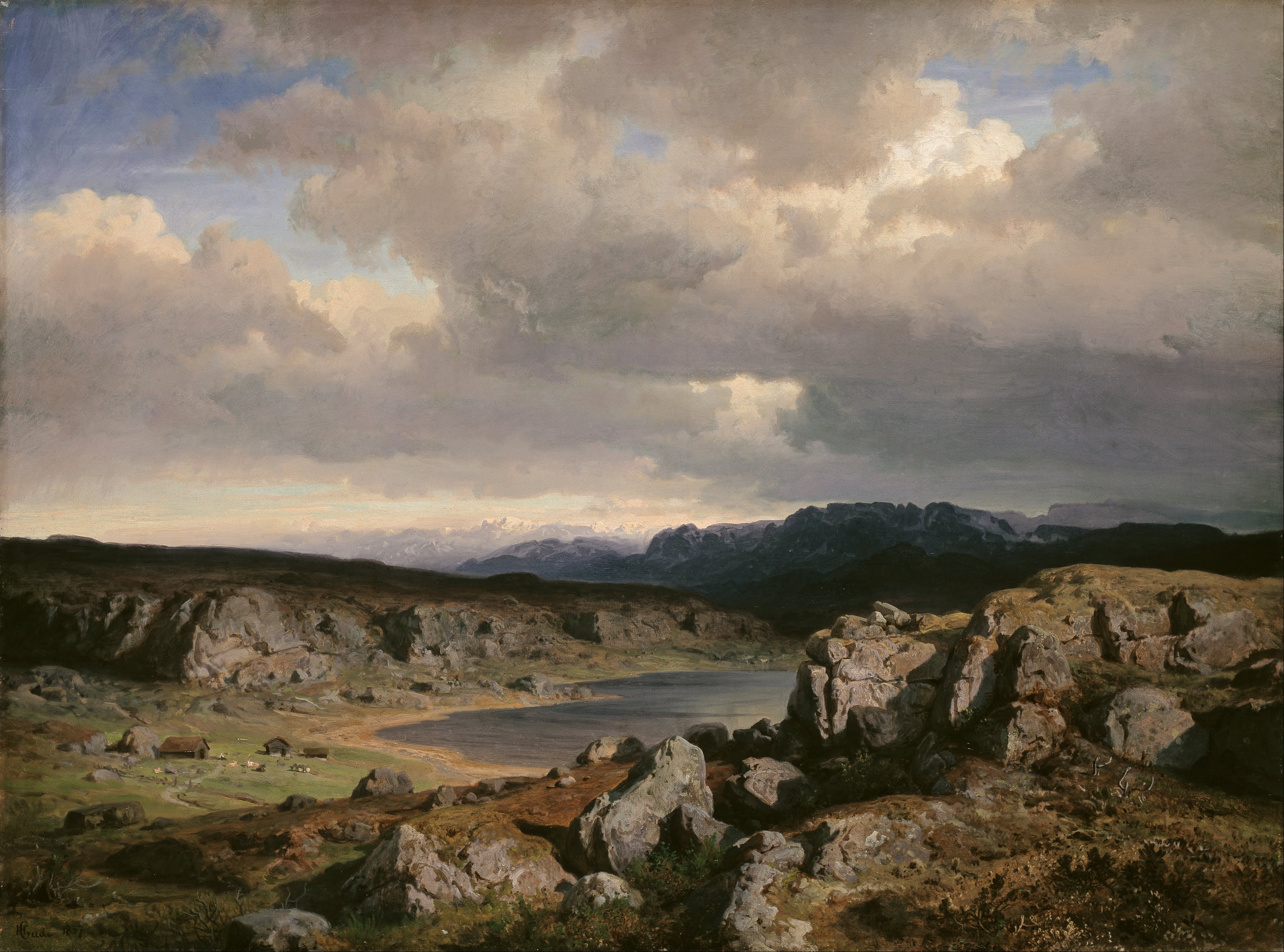
Montañas altas (1857).

Hans Fredrik Gude (Cristianía, 13 de marzo de 1825 - Berlín, 17 de agosto de 1903) fue un pintor noruego, uno de los máximos representantes del nacionalismo romántico de ese país. Entre sus obras maestras se encuentran paisajes como Montañas altas (Høifjæld) y La Procesión nupcial en Hardanger (Brudeferden i Hardanger), esta última una obra en conjunto con Adolph Tidemand.

## Biografía
Gude nació en Christiania en 1825, hijo de Ove Gude, un juez, y Marie Elisabeth Brandt.Fue un niño prodigio, que comenzó su educación artística desde 1837 como discípulo del pintor danés Johannes Flintoe, para después ingresar en la Escuela Estatal de Artes y Artesanías, en Cristianía (Oslo).
Gude comenzó su carrera artística con clases particulares de Johannes Flintoe, y en 1838 ya asistía a las clases nocturnas de Flintoe en la Real Escuela de Dibujo de Christiania. En otoño de 1841, Johan Sebastian Welhaven sugirió que el joven Gude fuera enviado a Düsseldorf para ampliar su formación artística. A los dieciséis años partió para Düsseldorf, Alemania. En la Academia de Arte de Düsseldorf, Gude conoció a Johann Wilhelm Schirmer, profesor de Paisajismo, quien le aconsejó que abandonara sus ambiciones de ser pintor y que volviera a sus estudios regulares antes de que fuera demasiado tarde. Gude fue rechazado por la academia, pero atrajo la atención de Andreas Achenbach, quien le proporcionó clases particulares.
Finalmente, Gude fue aceptado en la Academia en otoño de 1842 e ingresó en la clase de paisaje de Schirmer, donde progresó rápidamente. La clase de pintura de paisaje de la Academia era nueva en aquella época, ya que se fundó en 1839 como contrapartida a la clase de pintura de figuras, más antigua. En aquella época, la pintura de figuras se consideraba un género más prestigioso que la pintura de paisajes, ya que se pensaba que sólo a través de la pintura del cuerpo humano podía expresarse la verdadera belleza.
Gude, junto con la mayoría de la clase de doce, recibió una calificación de «bueno» en su primer semestre y fue descrito como «talentoso». En su boletín de notas del año escolar 1843-44 fue el único estudiante descrito como «muy talentoso», y el informe de su cuarto año decía que «pinta paisajes noruegos de una manera veraz y distintiva».
En Düsseldorf, Gude conoció a Carl Friedrich Lessing, quien, aunque al principio se mostró distante, se convirtió en amigo y colega de Gude. Su relación era tan estrecha que la hija mayor de Gude acabó casándose con uno de los hijos de Lessing. Lessing pintaba obras dramáticas e históricas, mientras que Gude nunca introdujo acontecimientos históricos en sus cuadros.
Gude fue profesor en la Academia hasta 1844, antes de irse a vivir a Christiania. El 25 de julio de 1850, Gude se casó en Christiania (hoy Oslo) con Betsy Charlotte Juliane Anker (1830-1912), hija del general Erik Anker.

## Trayectoria
En 1854, Gude fue nombrado profesor de pintura de paisajes en la academia, reemplazando a su antiguo maestro Schirmer. Gude tenía veintinueve años cuando fue nombrado, lo que lo convirtió en el profesor más joven de la academia. Su nombramiento fue en parte político, en un conflicto entre los intereses renanos y prusianos , Gude fue visto como un candidato neutral debido a sus raíces noruegas. Gude fue recomendado para el puesto por el entonces director de la academia, Wilhelm von Schadow, pero solo después de que Andreas Achenbach, Oswald Achenbach y Lessing rechazaran el puesto debido a la falta de un salario adecuado.
En 1857, Gude presentó su renuncia, citando oficialmente consideraciones familiares y problemas de salud como sus razones para renunciar, aunque en sus memorias culpó a la oposición y las calumnias de dos de sus alumnos.  La cátedra de pintura de paisajes era la más baja de la escala salarial en la academia, y Gude fue uno de los pocos profesores a los que se les negó un aumento cuando otros lo recibieron en 1855.
Muchos de los compañeros de Gude se trasladaron de la academia en Düsseldorf a otros institutos de arte, pero Gude decidió buscar un contacto más directo con la naturaleza.  Gude se había afianzado en el mercado de arte británico en la década de 1850 después de que sus obras fueran aceptadas en las galerías de Francis Egerton, primer conde de Ellesmere y el marqués de Lansdowne , y así, cuando un comerciante de arte inglés y antiguo alumno de Gude, el Sr. Stiff, sugirió que Gude podría tener éxito en Inglaterra, respondió rápidamente.  En el otoño de 1862, Gude partió hacia el valle de Lledr cerca de Conwy (Gales), un lugar famoso por sus pintorescos paisajes, que ya albergaba una colonia de artistas británicos del plein-air.
En diciembre de 1863, Gude recibió una oferta y aceptó una cátedra en la Escuela de Arte de Baden en Karlsruhe, donde sucedería una vez más a Schirmer, por lo que abandonó Gales. Gude dudó en aceptar el puesto, ya que sentía que era trabajar para el enemigo, pero no podía mantenerse en Noruega debido a la falta de una escuela de arte.
En 1880, Gude aceptó un puesto para dirigir el taller principal de pintura de paisajes en la Academia de Arte de Berlín, un puesto que le dio un lugar en el Senado de la academia.  El Senado era responsable de defender "todos los intereses artísticos del estado" y la membresía era una marca del más alto reconocimiento oficial de la obra de Gude.
En 1895, la Sociedad de Arte de Christiania realizó una retrospectiva completa de la obra de Gude, incluyendo sus pinturas, estudios al óleo, acuarelas, bocetos y grabados. Cuando se le preguntó qué se exhibiría en la exposición, Gude respondió: «[...] quizás se podría encontrar espacio para estudios y dibujos; creo que estos despertarán interés. Además, son (desafortunadamente) de mayor valor artístico». Para cuando se celebró la exposición, Gude había abandonado su estilo anterior de pintar composiciones a gran escala basadas en estudios y trabajaba con técnicas distintas al óleo.  En Berlín, Gude comenzó a trabajar con mayor intensidad en gouache y acuarela en un esfuerzo por preservar la frescura de su arte.
Gude se retiró de la Academia de Berlín en 1901.  Murió dos años más tarde en Berlín, en 1903.
Gude recibió en vida varias condecoraciones extranjeras y reconocimientos honoríficos. En 1893 fue nombrado caballero  con la gran cruz de la Orden de San Olaf. Fue la primera persona en ser sepultada en el bosque de los hombres ilustres en el Cementerio del Salvador de Cristianía, cuando éste fue inaugurado, en 1903.

## Obra
Sus pinturas paisajísticas ilustran la grandeza de los paisajes noruegos, muchas veces idílicos, donde destacan las montañas. En una etapa posterior, los motivos de sus obras se dirigieron hacia la costa. El uso de la luz y la sombra, las nubes y el alba, es típico de muchas de sus pinturas. La naturaleza y sus elementos se representan en toda su fuerza, mientras que la presencia del hombre, apenas perceptible, es completamente marginal.
Quizás su pintura más conocida es La Procesión nupcial en Hardanger, que creó en colaboración con Adolph Tidemand. Gude pintó el paisaje y Tidemand a las personas. El cuadro fue un pedido del Teatro de Cristianía en 1849, donde un coro interpretaba una pieza de Halfdan Kjerulf y Andreas Munch sobre el mismo tema. En ese tiempo tanto Gude como Tidemand se hallaban en Noruega a causa de los disturbios revolucionarios en Europa Central.
No se puede subestimar su importancia como preceptor e inspirador de toda una generación de pintores. El apoyo académico y económico que brindó a varios artistas posteriormente célebres contribuyó a crear los cimientos de lo que sería una época dorada en el arte pictórico noruego.

## Premios y reconocimientos
- 1852 - Medalla de oro en la Exposición de Berlín.[6]
- 1855 - Medalla de 2ª clase en la Exposición de París.[6]
- 1860 - Medalla de oro en la Exposición de Berlín.[6]
- 1861 - Medalla de 2ª clase en la Exposición de París.[6]
- 1867 - Medalla de 2ª clase en la Exposición de París.[6]
- 1873 - Medalla de oro en la Exposición de Viena por Nødhavn Ved Norskekysten.[3]
- 1876 - Medalla por Una brisa fresca, costa noruega y Calma, Christianiaford en Filadelfia en la Exposición Internacional de la Comisión del Centenario de Estados Unidos.[7][8]
- 1880 - Miembro del Senado de la Academia de Arte de Berlín.[3]
- 1894 - Gran Cruz de la Orden de San Olav.[3][7]

Gude también fue miembro de la Orden del León de Zähringer, la Orden del Águila Roja y la Orden de Francisco José.